# Sugar (série de televisão)
Sugar é uma série de televisão americana de drama em 8 episódios criada por Mark Protosevich, com Fernando Meirelles dirigindo 5 episódios e Adam Arkin dirigindo 3 episódios. A série é estrelada por Colin Farrell, que também atua como produtor executivo. Estreou na Apple TV+ em 5 de abril de 2024.

## Introdução
É descrito como "uma abordagem contemporânea inovadora da história de detetive particular, ambientada em Los Angeles".

## Elenco

### Principal
- Colin Farrell como John Sugar[3]
- Kirby Howell-Baptiste como Ruby
- Amy Ryan como Melanie Mackintosh
- Dennis Boutsikaris como Bernie Siegel
- Nate Corddry como David Siegel
- Alex Hernandez como Kenny
- James Cromwell como Jonathan Siegel

### Recorrentes
- Sydney Chandler como Olivia Siegel
- Eric Lange como Stallings
- Anna Gunn como Margit
- Paula Andrea Plácido como Emily

### Convidados
- Miguel Sandoval como Thomas Kinsey
- Jon Beavers como Carl
- Natalie Alyn Lind como Rachel Kaye
- Jason Butler Harner como Henry
- Scott Lawrence como Dr.
- Jonathan Slavin como Everett Roberts
- Joey Pollari
- Elizabeth Anweis como Sra.
- Adrian Martinez como Glen
- Lindsay Pulsipher
- Txunamy Ortiz como Patrícia
- Massi Furlan como Carlos
- Paul Schulze como Miller
- Cameron Cowperthwaite como Ryan Pavcich

## Episódios
| N.º | Título                         | Dirigido por       | Escrito por                    | Lançamento          |
| --- | ------------------------------ | ------------------ | ------------------------------ | ------------------- |
| 1 | "Olivia"                       | Fernando Meirelles | Mark Protosevich               | 5 de abril de 2024  |
| John Sugar é um investigador particular que é recrutado para investigar o desaparecimento da neta de Jonathan Siegel, Olivia. Sugar investiga a família de Siegel e suspeita do motivo pelo qual o pai e o meio-irmão de Olivia suspeitam tanto do próprio Sugar. O episódio começa em Tóquio, onde Sugar está em uma missão para recuperar um menino sequestrado, Yuma, de um homem chamado Hideo, suspeito do sequestro. Depois de resgatar Yuma com sucesso, Sugar descobre que o pai do menino é um líder da Yakuza que o contratou. Sugar então recebe um novo caso e volta para Los Angeles. Lá, Sugar é contatado por Jonathan Siegel, um lendário produtor de cinema cuja neta, Olivia, desapareceu. Apesar de seu histórico de desaparecimentos relacionados a drogas, sua falta de contato desta vez preocupa profundamente seu avô. Sugar começa sua investigação no apartamento de Olivia, onde encontra seu meio-irmão David e seu guarda-costas, que suspeitam dos motivos de Sugar. A investigação de Sugar o leva a descobrir um cadáver no carro de Olivia e uma mala de fotos Polaroid que podem conter pistas sobre seu paradeiro. Essas fotos, mostrando a mãe biológica de Olivia, Rachel, em poses comprometedoras, sugerem que Olivia estava cavando o passado de sua mãe. O episódio termina com Sugar experimentando uma dor neurológica severa, complicando seus esforços para resolver o caso. |                                |                    |                                |                     |
| 2 | "Essas pessoas, esses lugares" | Fernando Meirelles | Mark Protosevich               | 5 de abril de 2024  |
| O detetive John Sugar se encontra com Bernie Siegel, o pai de Olivia, que parece indiferente ao seu desaparecimento, supondo que ela esteja em outra aventura movida a drogas. Bernie nega qualquer envolvimento nas fotografias comprometedoras de sua falecida esposa, Rachel Kaye, encontradas na posse de Olivia, e fica na defensiva quando questionado. Enquanto isso, o quarto de hotel de Sugar é invadido por David Siegel e seu guarda-costas, Kenny. Sugar sabiamente frustra sua tentativa de espioná-lo, enganando-os com informações falsas. Sugar também se encontra novamente com Melanie Mackie, madrasta de Olivia, que permanece evasiva sobre as frequentes visitas recentes de Olivia e suas discussões. Como Bernie, ela descarta a urgência do desaparecimento de Olivia, sugerindo que é apenas mais um de seus desaparecimentos. Sugar identifica o homem morto encontrado no carro de Olivia como Clifford Carter, um criminoso ligado ao recente assassinato de Carmen Vazquez, a quem Olivia estava visitando. Está implícito que Olivia pode ter matado Clifford em retaliação ou defesa relacionada ao assassinato de Carmen e, posteriormente, desapareceu. O episódio termina com capangas invadindo a casa da irmã de Carmen, Teresa, em busca de Clifford, indicando uma conspiração maior. |                                |                    |                                |                     |
| 3 | "Travessia de Shibuya"         | Adam Arkin         | Mark Protosevich e David Rosen | 12 de abril de 2024 |
| Melanie Mackie, uma figura-chave e voluntária em um abrigo para mulheres, encontra-se em uma situação perigosa orquestrada por uma gangue liderada por Byron Stallings, em busca de informações sobre o paradeiro de Clifford. John Sugar, tendo sido avisado sobre os movimentos suspeitos de Melanie, consegue resgatá-la e Teresa do interrogatório agressivo de Stallings. No processo, Sugar se disfarça de policial para enganar os gângsteres e garantir a fuga de Melanie e Teresa. Melanie então revela a Sugar que Olivia matou Clifford em legítima defesa depois de descobri-lo com o corpo de Carmen Vazquez. Olivia, com medo de um escândalo manchar o nome de sua família, convenceu Melanie a não relatar o incidente. Apesar de seu conhecimento e envolvimento, Melanie afirma que não sabe o paradeiro atual de Olivia, mas está profundamente preocupada com sua segurança. O episódio também apresenta uma misteriosa reunião secreta envolvendo espiões internacionais, sugerindo uma conspiração mais ampla em jogo. Ruby, encarregada de Sugar, expressa frustração com seu envolvimento emocional nos casos e alerta sobre possíveis repercussões para sua investigação contínua sobre o caso de Olivia. Enquanto isso, David e Kenny intensificam seus esforços para minar Sugar, investigando seu passado pessoal, planejando uma viagem ao Arizona para pressionar Sugar através de suas supostas conexões familiares, com base em informações enganosas. |                                |                    |                                |                     |
| 4 | "Olhos Estrelados"             | Adam Arkin         | Mark Protosevich e Donald Joh  | 19 de abril de 2024 |
| O investigador particular John Sugar continua sua busca pela desaparecida Olivia Siegel. Ele aprende com Melanie Mackintosh sobre a amizade de Olivia com Taylor, que revela a chantagem de David Siegel. Sugar informa Jonathan Siegel em uma festa de triagem, onde as ofensas de David são expostas, levando Jonathan a adoecer. Sugar suspeita de uma ligação entre Rachel Kaye e Jonathan Siegel. Enquanto isso, David Siegel e seu guarda-costas visitam a falsa mãe de Sugar no Arizona, enquanto David recebe uma ligação ameaçadora de Byron Stallings. Stallings parte para a fronteira mexicana, mas tem uma porta trancada em sua casa (atrás da qual ele diz que é seu projeto especial), e sua namorada é vista com o colar de Olivia, sugerindo seu envolvimento em seu desaparecimento. |                                |                    |                                |                     |
| 5 | "Garoto na Esquina"            | Fernando Meirelles | Mark Protosevich               | 26 de abril de 2024 |
| Sugar visita David, que está sendo consolado por sua mãe. Ele diz a ele que Olivia se conectou com uma das mulheres que ele abusou, e ela estava ameaçando revelar tudo. David revelou isso a Stallings, pensando que ele a assustaria para ficar em silêncio. Ele dá o endereço de Stallings para Sugar. Enquanto isso, Ruby se encontra com outro membro de sua organização chamado Miller, que lhe diz para impedir Sugar de investigar mais o caso, usando todos os meios necessários. Melanie chega tarde em casa e encontra um dos capangas de Stallings em seu apartamento, que tenta ameaçá-la para revelar quem é Sugar, ela se tranca no banheiro e Sugar chega para salvá-la bem a tempo - ele bate no bandido, mas o deixa ir. Sugar convida Melanie para ficar em seu quarto de hotel. Stallings chega a TJ e encontra traficantes de pessoas, separando à força algumas das mulheres mexicanas de suas famílias. Em sua casa, David dá um tiro na cabeça. |                                |                    |                                |                     |
| 6 | "Ir para casa"                 | Fernando Meirelles | Donald Joh e Sam Catlin        | 3 de maio de 2024   |
| David é levado às pressas para um hospital e é declarado vivo, mas com morte cerebral. Sugar faz Charlie vigiar a casa de Stallings, que o avisa que ele voltou. Sugar acalma os cães doberman viciosos de Stallings apenas conversando com eles, e então se aproxima do que parece ser uma Olivia amarrada, mas é revelado ser a namorada de Stallings, e é emboscada por ela, Stallings e outro bandido. Eles revelam que foram avisados sobre sua chegada e o espancaram, planejando matá-lo. Sugar pede a eles que parem com a violência, dizendo que não quer matá-los, mas quando o bandido tenta atirar na cabeça dele, ele de alguma forma desvia a bala com o pulso e depois mata ele e a mulher, que consegue esfaquear Sugar no fundo do estômago. Ele interroga um Stallings ferido que se recusa a dizer qualquer coisa e o executa. Incapaz de entrar em contato com Charlie, Sugar deixa o bandido que chega ir, mas pega seu telefone, depois de verificar o telefone de Stallings e perceber que foi Ruby quem o avisou. Ele verifica atrás da porta trancada no porão, mas encontra apenas cães enjaulados. Enquanto isso, Bernie visita um Johnathan em recuperação, que o conforta sobre David. Sugar pede a Melanie para entrar em contato com um amigo dele, que é médico, ele chega e o costura, e lhe dá uma transfusão de um misterioso líquido preto cintilante. Um Sugar parcialmente recuperado confronta Ruby em sua casa, que se recusa a revelar seus motivos para alertar Stallings e diz que ele precisa parar de investigar. Quando ela sai para lhe dar aspirina e Sugar encontra aspirina na gaveta que ela acabou de verificar, ele sai abruptamente. Em seu quarto de hotel, ele se injeta no pescoço com a droga novamente e se transforma em uma forma humanóide de pele azul na frente do espelho. |                                |                    |                                |                     |
| 7 | "Os amigos que você mantém"    | Adam Arkin         | Donald Joh e Sam Catlin        | 10 de maio de 2024  |
| 8 | "Despedida"                    | Fernando Meirelles | Donald Joh e Sam Catlin        | 17 de maio de 2024  |

## Produção
Foi anunciado em dezembro de 2021 que a Apple TV+ havia vencido uma concorrência de ofertas pelos direitos da série, que tinha Colin Farrell como estrela. Farrell se juntaria oficialmente à série em junho de 2022, quando recebeu o ok da Apple TV +. Em agosto de 2022, Kirby Howell-Baptiste, Amy Ryan, Dennis Boutsikaris, Alex Hernandez e Lindsay Pulsipher se juntaram ao elenco principal, com Anna Gunn e James Cromwell escalados para reaparecer. Em setembro, Nate Corddry, Sydney Chandler, Miguel Sandoval, Elizabeth Anweis e Jason Butler Harner foram adicionados ao elenco.
A produção da série começou em agosto de 2022, e deveria se estender até o outono, atrasando outro projeto da estrela da série Farrell.

## Recepção
No agregador de críticas Rotten Tomatoes, 82% dos 66 críticos deram uma crítica positiva à série, com uma avaliação média de 7,2/10. O consenso dos críticos do site diz: "Um noir moderno imerso na tradição clássica, Sugar poderia usar pistas mais fortes para acompanhar seu estilo amplo, mas o desempenho legal de Colin Farrell mantém as coisas atraentes." No Metacritic, a série possui uma pontuação média ponderada de 67 em 100 com base em 25 críticos, indicando "críticas geralmente favoráveis".